# Vitamalz
Vitamalz [viːta'maːltz] é uma cerveja alemã sem álcool.

## Sobre a cerveja
A Vitamalz vem em garrafas marrons de 0.33 ou 0.5 litros. O logotipo da cerveja mostra seis círculos, que vão diminuindo de tamanho, com um degradê de cores que vai do azul escuro ao vermelho, e do vermelho para o branco. A cerveja em si tem uma tonalidade marrom escura. A cerveja quase parece cola, embora ela desenvolva uma espuma marrom escura.
Devido à lei alemã de pureza (chamada de Reinheitsgebot), a "Vitamalz" não pode ser vendida na Alemanha como sendo uma cerveja. A cerveja, na Alemanha, deve ser chamada de malt drink (no alemão: Malztrunk). O nome coloquial da cerveja é Dunkelbier (cerveja escura) ou Kinderbier (cerveja de criança) em algumas áreas da Alemanha e da Áustria.

## Ingredientes
A Vitamalz contém água, cevada, malte, xarope de glicose, ácido carbônico, corante alimentar E150c e lúpulo. Ela não contem álcool. De acordo com a própria garrafa, a cerveja deve ser consumida dentro de um ano de compra. O site da cerveja alega que ela tem a mesma quantidade de caloria que um suco de laranja, na verdade, 43 kcal por 100 ml. A empresa recomenda essa cerveja para pessoas jovens e mulheres grávidas, devido ao seu valor nutricional. Infelizmente, nenhuma informação sobre o seu respectivo valor pode ser encontrado, além do fato de que essa cerveja contém bastante vitamina B, que auxilia no metabolismo e concede bastante energia ao corpo.

## Sabor
Pelo simples fato de a cerveja trazer água, malte de cevada e lúpulo em sua composição, dizem que o gosto dessa cerveja é relacionado ao de uma cerveja normal, sem álcool, entretanto, o seu sabor é extremamente doce, pois o gosto do xarope de glicose (ao qual é acrescentado açúcar de beterraba) se sobressai bastante.

## História
Em 1920, após o cientista Fritz Lux, da Weihenstephan, conseguir obter vitamina B1 a partir de células de levedura, Ferdinand Glaab teve a ideia de criar um novo tipo de cerveja: a Malt Beer. A cerveja não fora fabricada até 1931, porém, quando a cervejaria Seligenstadt comprou a receita patenteada da empresa Vitalux, deu-se início à produção da cerveja. A nova cerveja era chamada de "Vitamalz".
Em 1966, a marca "Vitamalz" foi patenteada. Desde 1970, quando a licenciadora Glaabsbräu F. Glaab & Co. fundou, junto com outras cervejarias, o Vitamalz Group (sendo que todo membro trabalha com a mesma receita), 13 cervejarias se uniram para que a "Vitamalz" fosse fabricada.
A "Vitamalz" tem sido a cerveja líder no mercado alemão desde 1980, sem a ajuda de comerciais. Em 2000, a "Vitamalz" começou uma propaganda em que mostrava um alemão oferecendo uma "Vitamalz" para vários americanos. Na propaganda, os americanos dizem "Ah, Cola!", e o alemão retruca "Nix Cola, Vitamalz!". E nesse ponto, todos os americanos são surpreendidos pelo sabor agradável da cerveja. A propaganda saiu do ar por aproximadamente um ano. A "Vitamalz" vem patrocinando o "Vitamalz Cup" (um torneio feminino de bicicletas, o que acabou se transformando no "Torneio Nacional Alemão"), além de patrocinar também uma competição de basquete chamada "Monsterdunks".

## Link Externo
- Site oficial da Cerveja